# Haschid-Stammeskonföderation
Die Haschid-Stammeskonföderation (arabisch حاشد, DMG Ḥāšid) ist nach Bakil die zweitgrößte Stammeskonföderation im Jemen. Sie wurde von Abdallah ibn Husain al-Ahmar bis zu seinem Tod am 29. Dezember 2007 angeführt und wurde anschließend bis zu dessen Tod 2023 von seinem Sohn Sadik al-Ahmar geleitet.
Angehörige der Haschid-Stammeskonföderation leben hauptsächlich in den Bergen im Norden und im Nordwesten des Jemen.
Der jemenitische Präsident Ali Abdullah Salih gehört dem Stamm an. Im Zuge der Proteste im Jemen 2011, forderte ihn Sadik al-Ahmar, in seiner Funktion als Stammesführer, am 21. März 2011 zum Rücktritt auf.  Am 23. Mai kam es nahe dem Haus von Sadik al-Ahmar in al-Hasba, einem Stadtteil von Sanaa, zu heftigen Gefechten zwischen Angehörigen der Haschid und den Sicherheitskräften.

## Weitere Stammesangehörige
- Ali Mohsen al-Ahmar, jemenitischer Generalmajor und Halbbruder von Ali Abdullah Salih
- Mohammed Ali Mohsen, jemenitische Militärperson[3]